# Willis Island (Canada)
Willis Island is een onbewoond eiland van 16 km² in de Canadese provincie Newfoundland en Labrador. Het eiland ligt in Bonavista Bay, een grote baai aan de oostkust van het eiland Newfoundland.

## Geografie
Willis Island is met zijn 16,09 km² het op een na grootste eiland van Bonavista Bay. Het ligt zo'n 8 km voor de kust van het Newfoundlandse schiereiland Eastport in een deel van de baai dat bezaaid ligt met tientallen kleine eilanden. Direct ten noorden van het eiland ligt het grootste eiland van de baai: Cottel Island. Willis Island heeft een relatief rechthoekige vorm met een lengte van 6,9 km en een maximale breedte van 5,0 km.